# Slimonia
La slimonia (gen. Slimonia) era un euripteride (o scorpione di mare), vissuto nel Siluriano. I suoi resti sono stati ritrovati in Europa.

## Descrizione
Questo animale, simile al successivo Pterygotus, aveva il classico aspetto degli scorpioni di mare: corpo allungato, pedipalpi ben sviluppati e un aculeo sul telson. La slimonia era più piccola e sottile dello pterigoto e possedeva un telson più allargato. Inoltre, mentre quest'ultimo viveva probabilmente in estuari, la prima era esclusivamente di acqua dolce. Probabilmente la slimonia predava piccoli pesci corazzati (come gli eterostraci e i primi osteostraci) in fiumi e laghi, paralizzandoli con le chele e squarciando loro la corazza con l'aculeo posto all'estremità della coda. Gli esemplari più grossi erano lunghi circa due metri.

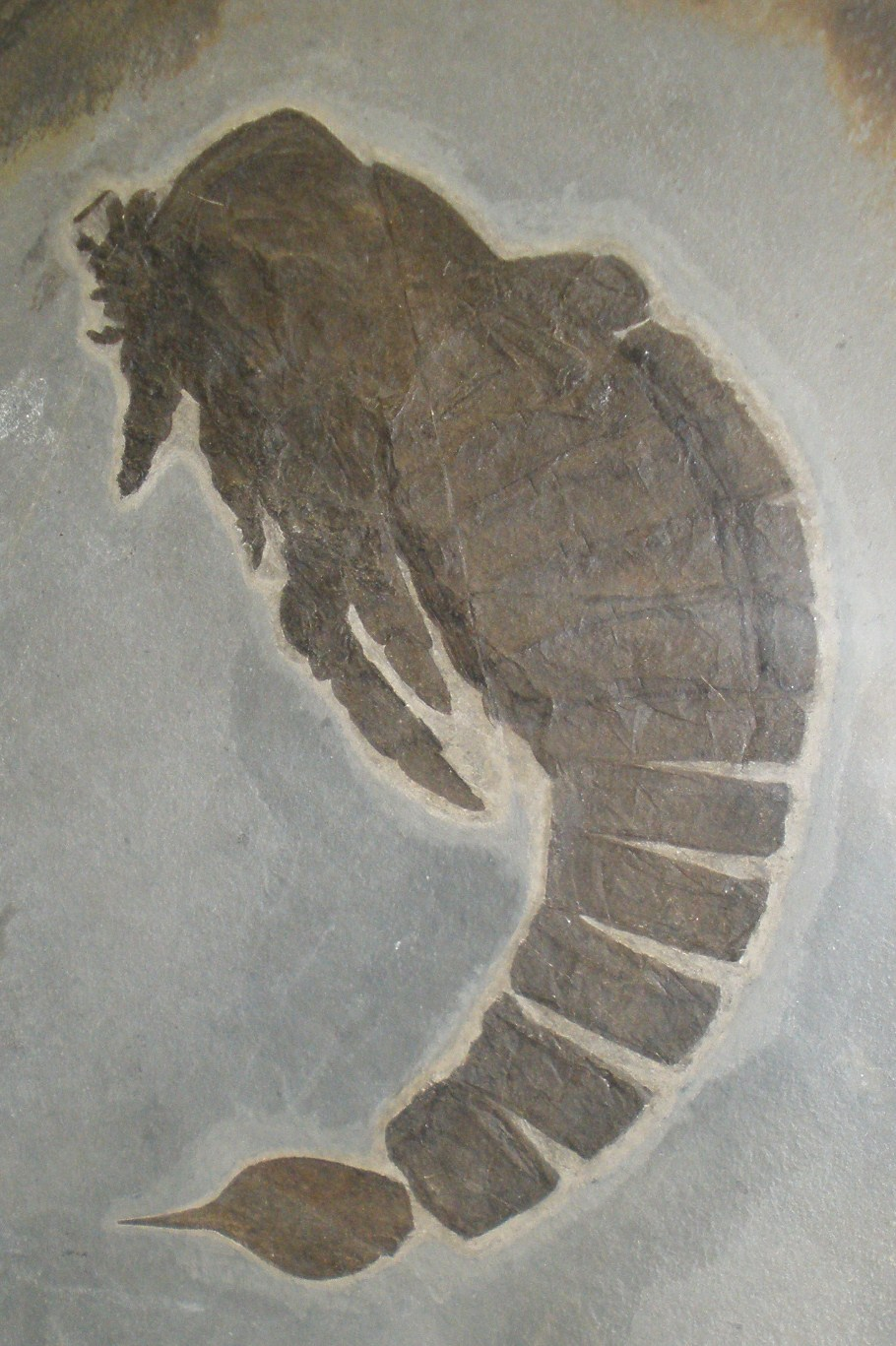
Fossile di Slimonia acuminata, Senckenberg Museum, Francoforte